# میمی کوک
میمی کوک (هلندی: Mimi Kok; ۲۵ ژانویهٔ ۱۹۳۴ – ۱۹ آوریل ۲۰۱۴) هنرپیشه اهل هلند بود.
از فیلم‌ها یا برنامه‌های تلویزیونی که وی در آن نقش داشته‌است می‌توان به پارانویا اشاره کرد.